# Savela (Jyväskylä)
Savela est un quartier de Jyväskylä en Finlande.

## Description
Savela fait partie du district de Kypärämäki-Kortepohja.

## Lieux et monuments

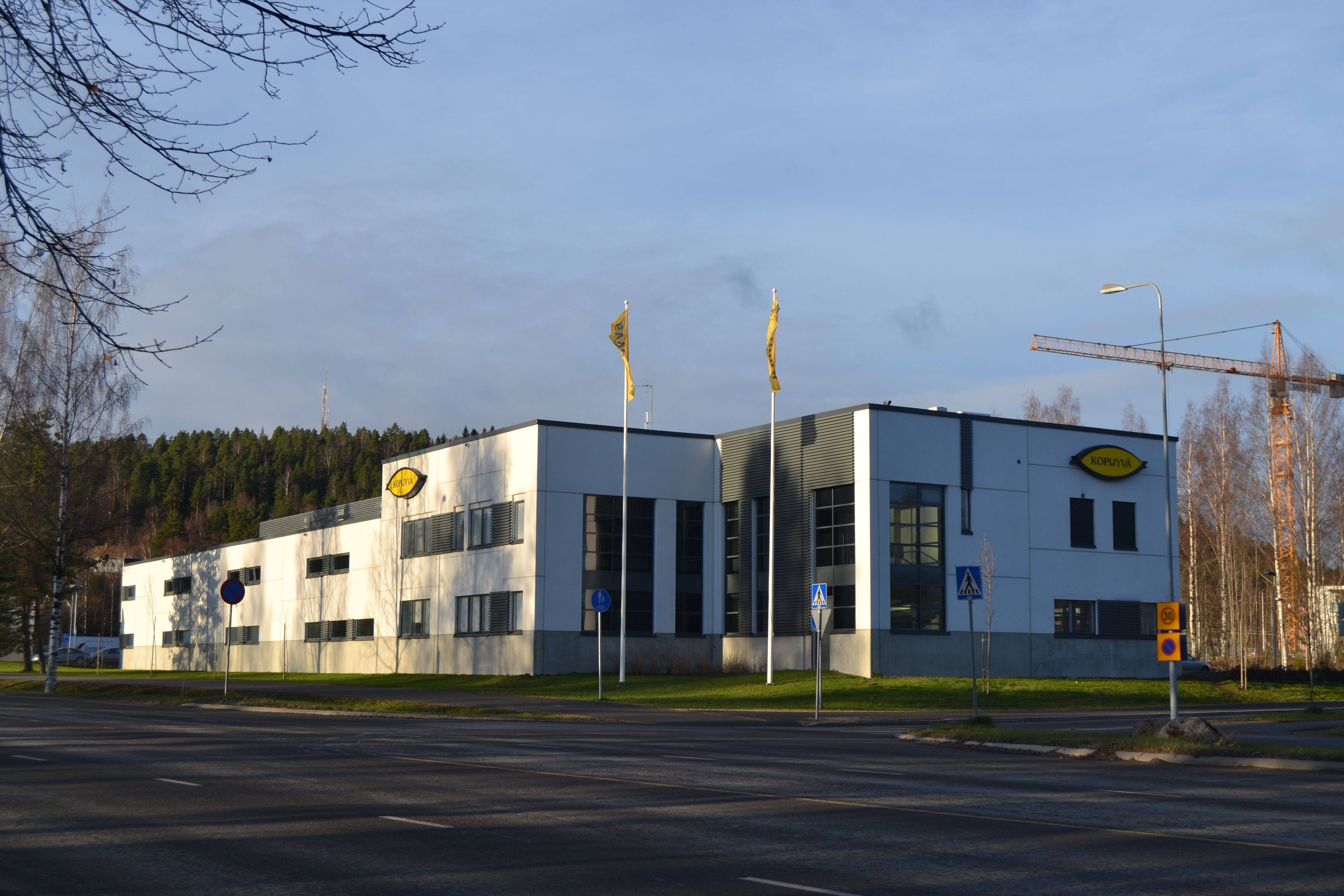
Bâtiment de la société Kopijyvä.
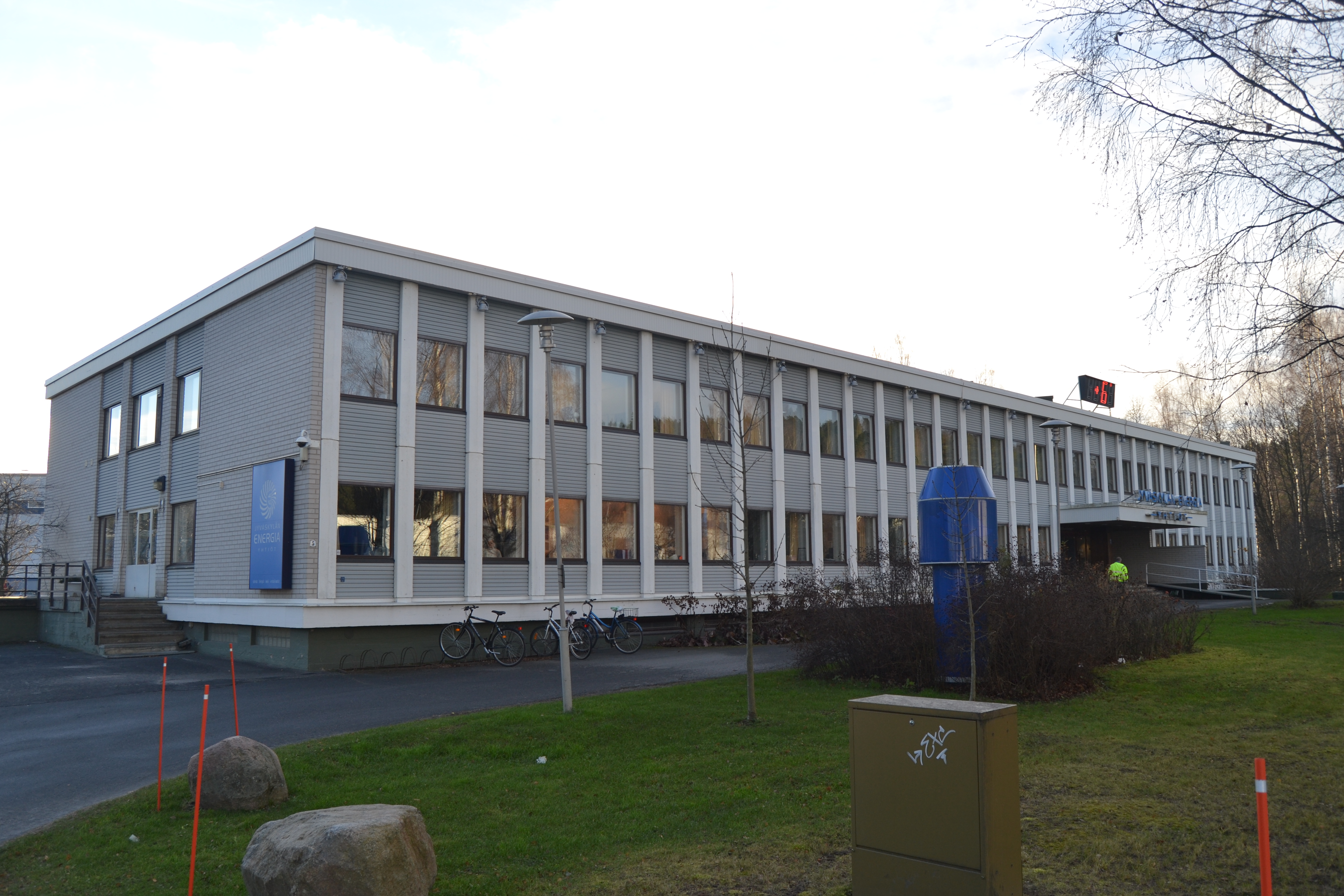
Ancien siège de Jyväskylän Energia.
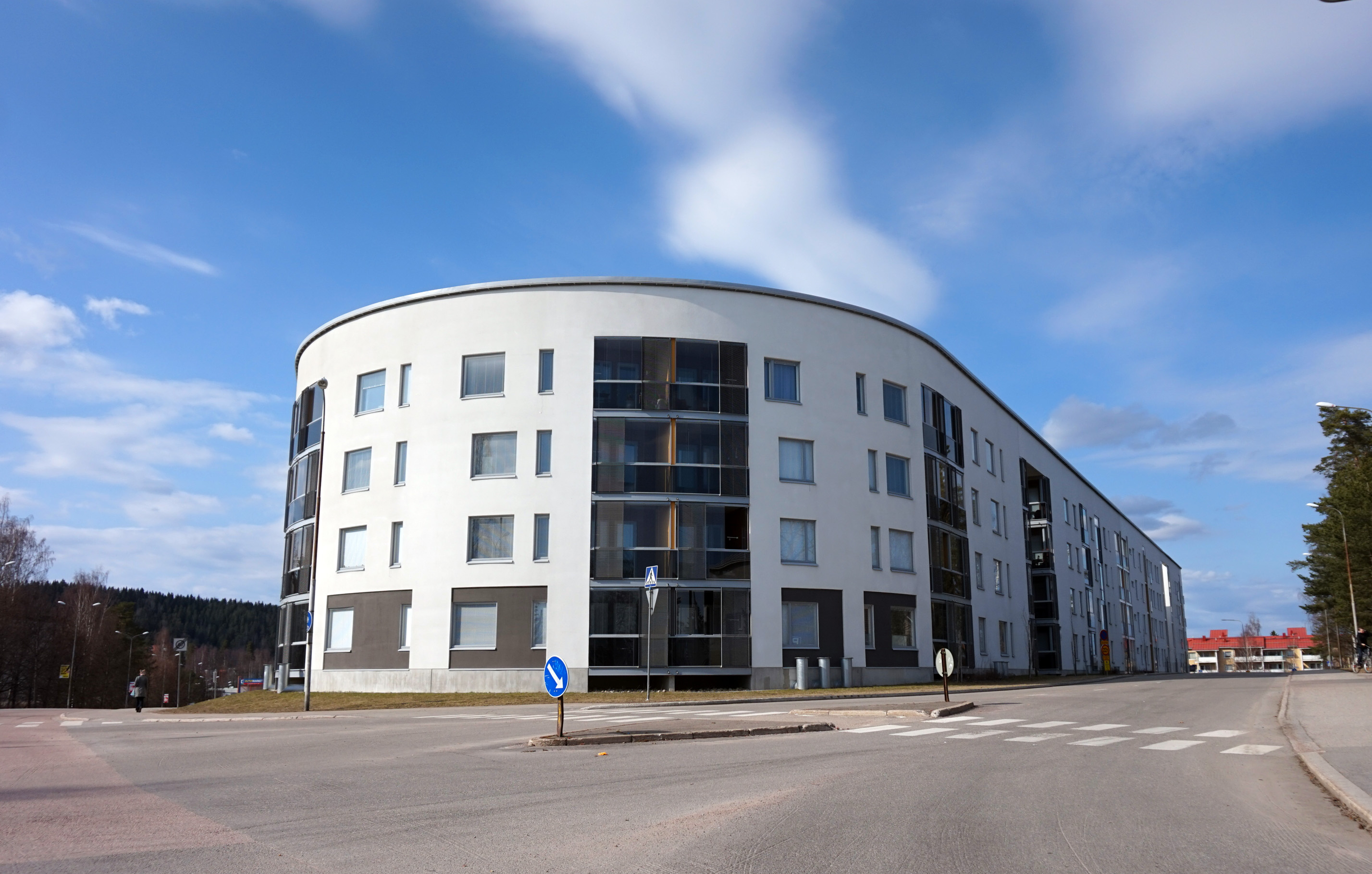
Rue Palokunnankatu 1.
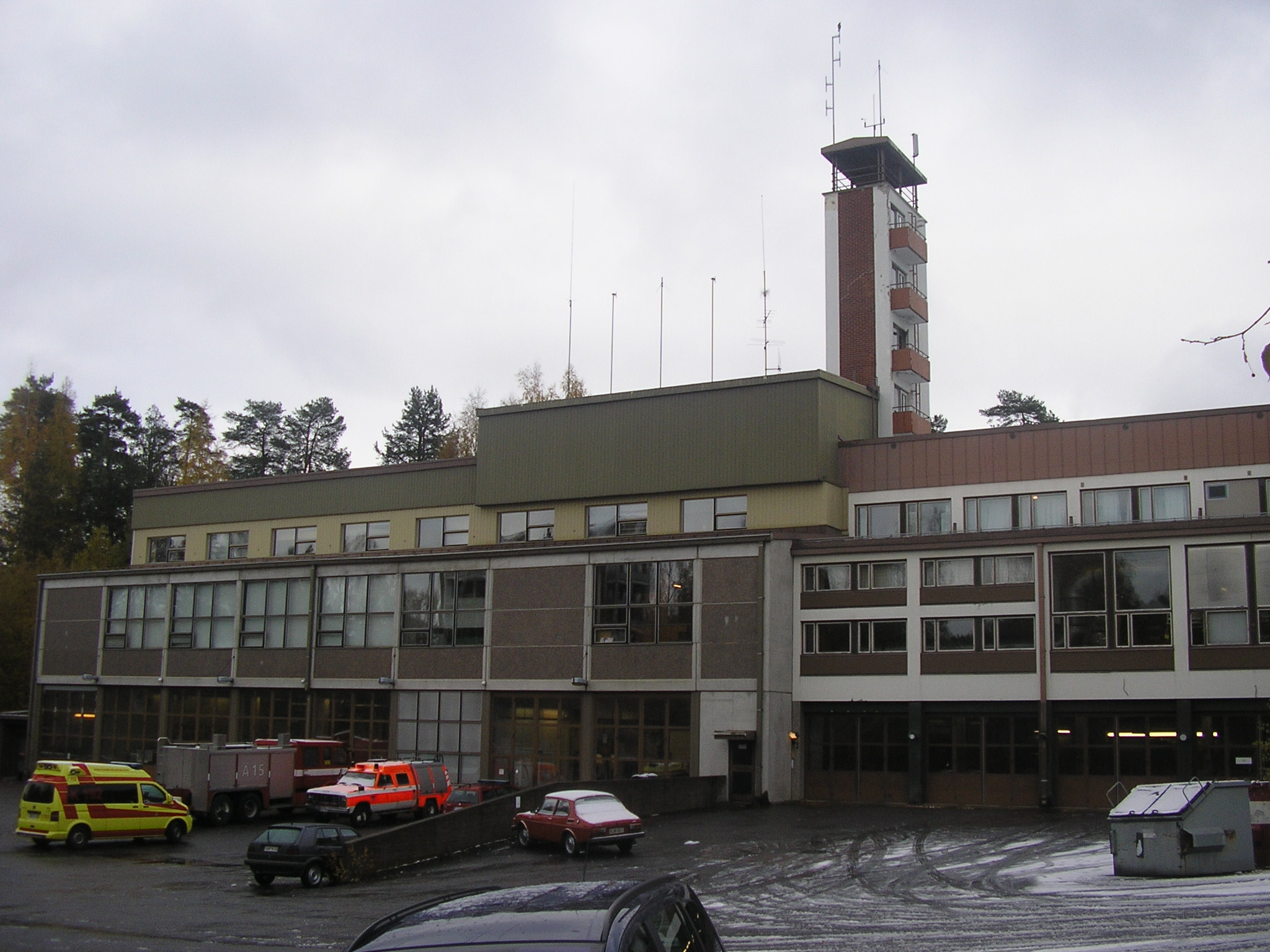
Caserne des pompiers de Jyväskylä.
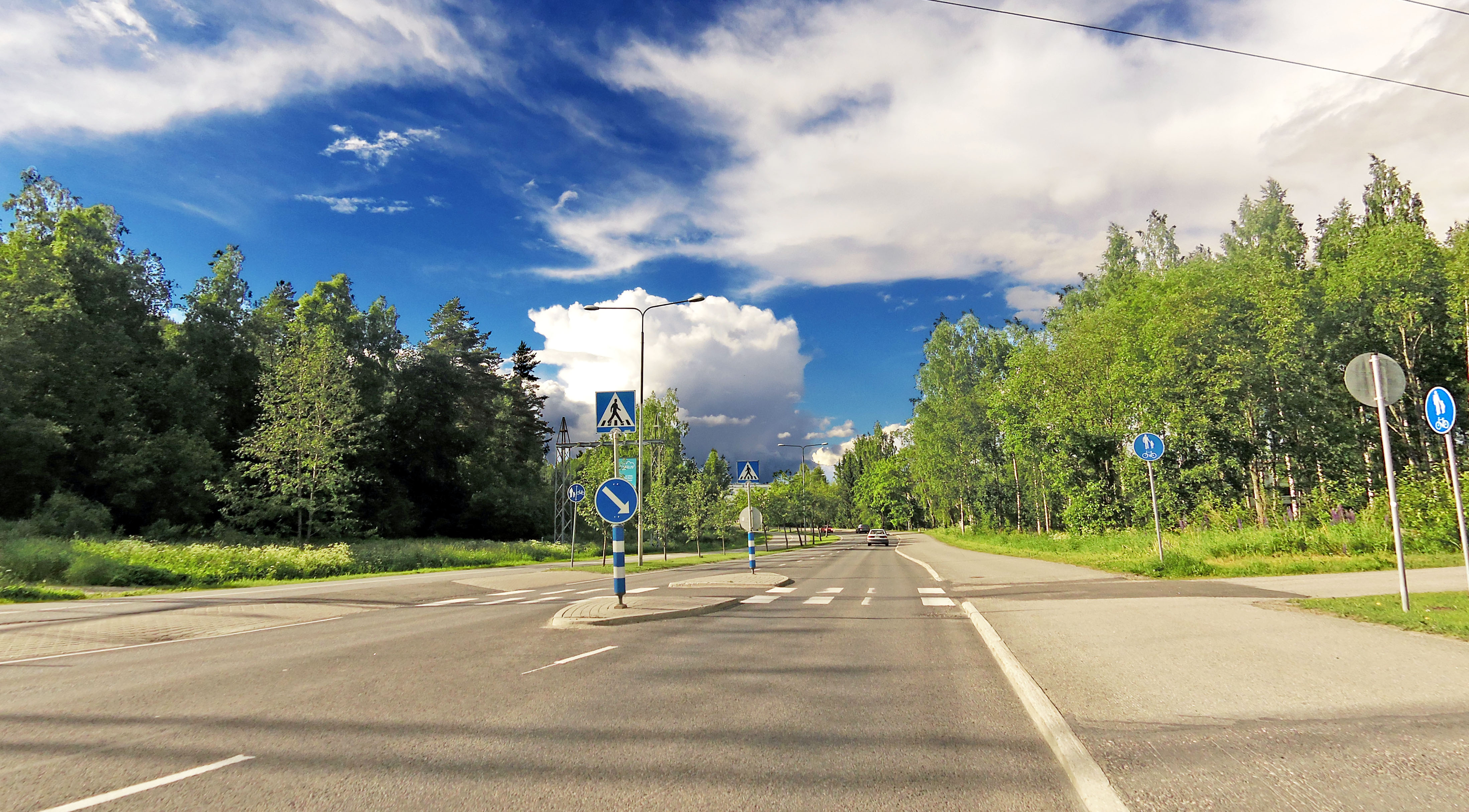
Rue Laajavuorentie.
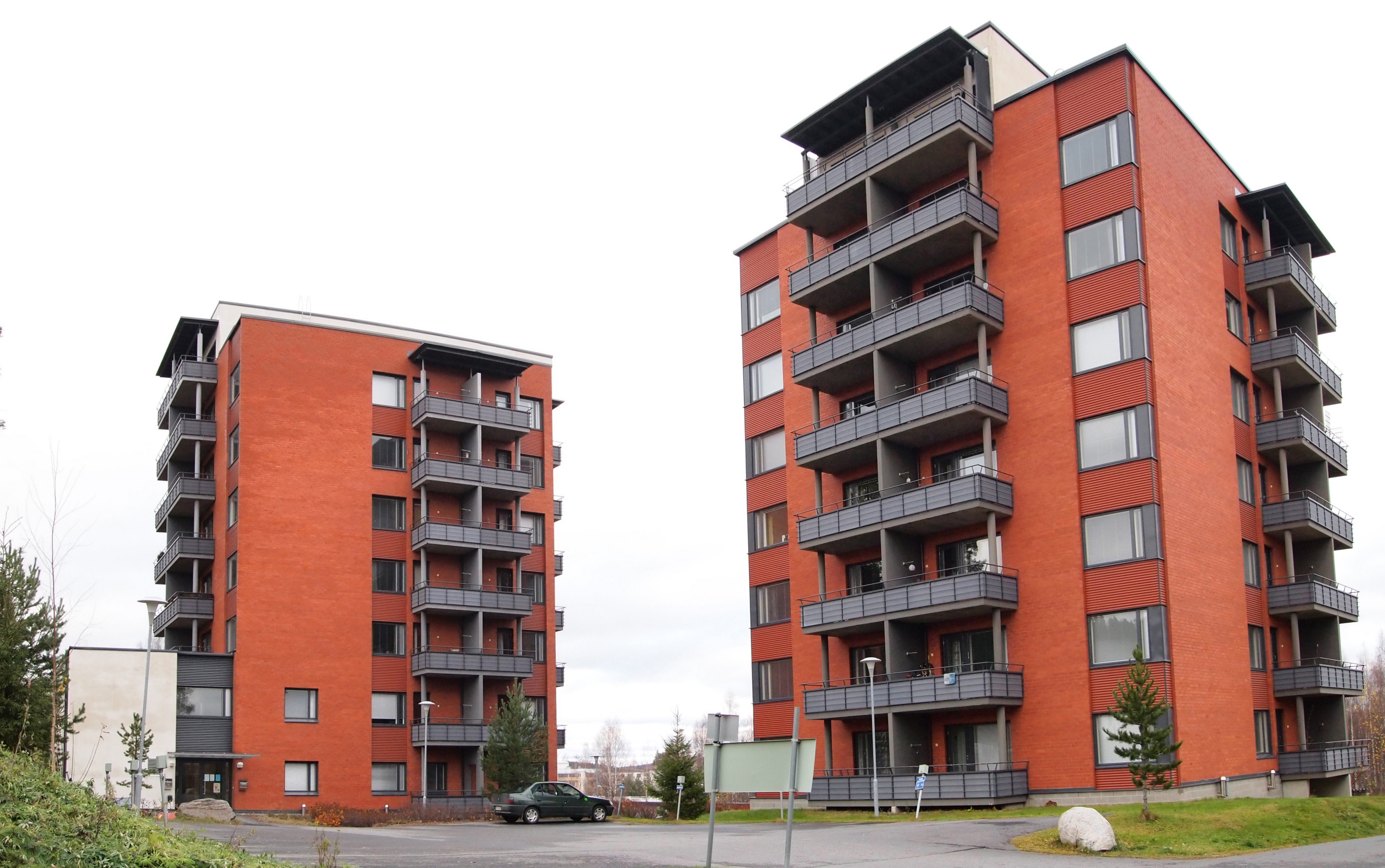
Rue Vehkakuja2.